# Albert Tshisuaka
Albert Tshisuaka (alias Tshitshi), né à Kinshasa le 31 octobre 1957, est un dessinateur, auteur congolais de bande dessinée,.

## Biographie
Albert Tshisuaka, naît à Kinshasa dans une famille d'origine du Kasaï-oriental,  
a fait ses études à l'académie des beaux-arts de Kinshasa où il obtient un graduat en peinture en 1986, et commence déjà à faire des illustrations dans les livres pour enfants du ministère l'éducation nationale, entre temps il réalise des motifs pour une société textile du Congo Utexafrica.  
Albert Tshisuaka produit des caricatures dans la presse congolaise, il travaille pour le journal Forum des As et publie ses premières histoires dans la revue BD Afrique de Mongo Sisé.  

## Œuvres
Albums BD
- Le Joyau du Pacifique avec Pascal Laye comme scénariste, éd. Joker, 2007[3];
- Une histoire noire,
- Kinshasa Rugby-club,
- Les éternels de Ponthierville,
- Blagues coquines, une œuvre collective en plusieurs volumes;
- Le retour du crayon noir, un album collectif avec Thembo Kash, Pat Masioni, Fifi Mukuna, Albert Luba Ntolila et Kazoloko;
- Mémoire d'un sans papier,
- Sous le pavé, la blague!, album collectif en 3 tomes, éd. Joker